# Alke Overbeck
Alke Overbeck (* 7. August 1988 in Braunschweig) ist eine deutsche Wildwasser-Kanutin vom PSV Braunschweig. 
Zu ihren größten Erfolgen zählen die Titel als Welt- und Europameisterin im Einzel und im Classic. Außerdem ist sie mehrfache Weltmeisterin im Team sowie mehrfache Deutsche Meisterin im Einzel und im Team.
2006 wurde sie noch als Juniorin für die Weltmeisterschaften in Karlsbad nominiert und erreichte im Teamsprint die Silbermedaille.
2023 wurde Overbeck (zusammen mit ihrem ebenfalls als Wildwasser-Kanuten erfolgreichen Bruder Achim Overbeck) in das Ehrenportal des niedersächsischen Sports aufgenommen.

## Privates
Overbeck studierte Maschinenbau und ist Mutter.